# Химанго
Химанго (лат. Milvago chimango) — вид хищных птиц рода крикливых каракар семейства соколиных. Обитает в Аргентине, Уругвае, Чили, Парагвае, на юге Бразилии и на архипелаге Огненная Земля. 

## Описание
Масса составляет 300 г, длина от 37 до 40 см. На мантии и спине имеется оперение белого цвета. Шея, грудь и брюхо светло-коричневые. Голова тёмно-коричневая. Крылья тёмно-коричневые с имеющимися белыми полосами. Хвост светло-коричневый с тёмно-коричневой оконечной полосой. Глаза карие. Ноги жёлтые у самца и светло-серые у самки и птенцов.

## Среда обитания
Естественная среда обитания - кустарниковые степи, травянистые сообщества и сильно деградировавшие бывшие леса. Обычно встречается у берегов водоемов, а также вблизи городов и недавно вспаханных полей. Является самой распространенной хищной птицей Патагонии и Чили.

## Питание
Питается насекомыми, мелкими позвоночными и падалью. Иногда ловит рыбу с поверхности воды.

## Подвиды
Выделяют два подвида:
- M. c. chimango (Vieillot, 1816) — Аргентина и Чили
- M. c. temucoensis Sclater, 1918 — от юга Аргентины и Чили до Огненной Земли